# Martine McCutcheon
Martine Kimberley Sherri Ponting (* 14. květen 1976, Londýn, Spojené království) je britská herečka, televizní moderátorka a zpěvačka. Známá je spíše pod svým současným jménem Martine McCutcheon.
Natočila několik[ujasnit] i u nás známých[ujasnit] filmů a má za sebou vydání v Británii velmi úspěšných hudebních CD.
V roce 2002 přijala nabídku na účast v populárním muzikálu My Fair Lady, za který obdržela cenu Lawrence Oliviera. Ve témže roce moderovala Národní hudební ceny na televizní stanici ITV1.
V roce 2003 obdržela nabídku na první hlavní roli ve filmu. Do role Natalie ve filmu Láska nebeská jí obsadil scenárista a režisér Richard Curtis. V roce 2004 za tuto roli obdržela jednu z cen MTV Movie Awards.
Martine je také tváří několika velkých firem, jako například obchodního řetězce Tesco či pracího prostředku Lenor. Vystupovala také v britských dílech populární soutěže Chcete být milionářem?, kde soutěžila o peníze pro charitu.
Nahrála také tři CD, čtvrté je na cestě. První z nich, You, Me and Us, bylo dvouplatinové a píseň Perfect Moment se umísťovala na prvních příčkách hitparády nejen v Británii, ale i v Irsku, Švýcarsku nebo v Itálii. Celosvětově se tohoto alba prodalo 800 000 kusů.[zdroj⁠?!]